# Antonina Garnuszewska
Antonina Garnuszewska (ur. 15 czerwca 1919 w Opocznie, zm. 7 kwietnia 2018 w Warszawie) – polska artystka fotograf, uhonorowana tytułem Artiste FIAP (AFIAP). Członkini Związku Polskich Artystów Fotografików.

## Życiorys
Antonina Garnuszewska była absolwentką Szkoły Górniczo-Hutniczej w Katowicach, związana z warszawskim środowiskiem fotograficznym – fotografowała od czasów II wojny światowej. W latach 1948–1949 była uczestniczką kursu fotochemicznego w Katowicach, a w 1950 roku przyjęto ją do pracy w laboratorium fotografii naukowej Polskiego Instytutu Przeciwgruźliczego w Warszawie. Po raz pierwszy zaprezentowała swoje fotografie w 1956 roku – na Ogólnopolskiej Wystawie Fotografii w Warszawie. W 1957 roku jej twórczość została doceniona po raz pierwszy – srebrnym medalem na jednej z warszawskich wystaw. 
Antonina Garnuszewska jest autorką i współautorką wielu wystaw fotograficznych; indywidualnych, zbiorowych, poplenerowych, pokonkursowych. Pierwszą indywidualną wystawą fotograficzną – Teatry uliczne – zadebiutowała w 1964 roku, w warszawskiej Galerii Fotografii. Brała aktywny udział w Międzynarodowych Salonach Fotograficznych, organizowanych m.in. pod patronatem FIAP, zdobywając wiele akceptacji, medali, nagród, wyróżnień, dyplomów, listów gratulacyjnych. W 1958 roku została przyjęta w poczet członków Okręgu Warszawskiego Związku Polskich Artystów Fotografików (legitymacja nr 245). W latach 1957–1981 współpracowała jako fotoreporter z czasopismami Morze oraz Kontynenty – publikowała na ich łamach wiele fotografii, będących pokłosiem licznych podróży po Europie, Afryce i Ameryce. Od 1960 roku do 1980 prowadziła zajęcia z fotografii w Akademii Sztuk Pięknych w Warszawie.  
W 1977 roku została członkinią Stowarzyszenia Marynistów Polskich, w którym pełniła różne funkcje w Zarządzie Okręgu Warszawskiego SMP. 
Za fotograficzną twórczość i wielokrotne akceptacje w Międzynarodowych Salonach Fotograficznych (pod patronatem FIAP) – w 1983 roku przyznano Antoninie Garnuszewskiej tytuł honorowy Artiste FIAP (AFIAP), nadany przez Międzynarodową Federację Sztuki Fotograficznej FIAP (obecnie z siedzibą w Luksemburgu). Fotografie Antoniny Garnuszewskiej znajdują się w kolekcji Muzeum Akademii Sztuk Pięknych w Warszawie oraz zbiorach Ministerstwa Kultury i Dziedzictwa Narodowego w Warszawie. 
Antonina Garnuszewska zmarła w wieku 99 lat – uroczystości pogrzebowe zaplanowano na 17 kwietnia w kościele Najświętszego Zbawiciela, przy Placu Zbawiciela w Warszawie - zakończone odprowadzeniem do grobu rodzinnego na Cmentarzu Powązkowskim w Warszawie.

## Odznaczenia
- Odznaka honorowa „Zasłużony Pracownik Morza” (1972)
- Srebrny Krzyż Zasługi (1976)
- Odznaka „Zasłużony Działacz Kultury” (1983)
- Brązowy Medal „Zasłużony Kulturze Gloria Artis” (2009)[5][6]

Źródło

## Wystawy indywidualne
| Lp. | Tytuł wystawy                              | Miejsce                          | Data | Miejscowość |
| --- | ------------------------------------------ | -------------------------------- | ---- | ----------- |
| 1   | 75 lat Akademii Sztuk Pięknych w Warszawie | Muzeum Narodowe                  | 1960 | Warszawa    |
| 2   | Teatry uliczne                             | Galeria Fotografii               | 1964 | Warszawa    |
| 3   | Kaszuby                                    | Ministerstwo Gospodarki Morskiej | 1983 | Warszawa    |
| 4   | Płowdiw i okolice                          | Galeria Kordegarda               | 1984 | Warszawa    |
| 5   | Płowdiw i okolice                          | Galeria Fotografii ZPAF          | 1984 | Kielce      |

Źródło

## Wystawy zbiorowe
| Lp. | Tytuł wystawy                                       | Miejsce                         | Data | Miejscowość |
| --- | --------------------------------------------------- | ------------------------------- | ---- | ----------- |
| 1   | Współczesna fotografia polska                       | Galeria Fotografii ZPAF         | 1956 | Warszawa    |
| 2   | Polska fotografia artystyczna                       | Politechnika Warszawska         | 1960 | Warszawa    |
| 3   | Teatry uliczne                                      |                                 | 1964 | Warszawa    |
| 4   | Sport i Turystyka w Polsce                          | Zachęta Narodowa Galeria Sztuki | 1964 | Warszawa    |
| 5   | Fotografia wojskowa                                 | Zachęta Narodowa Galeria Sztuki | 1965 | Warszawa    |
| 6   | Warszawa                                            | Zachęta Narodowa Galeria Sztuki | 1965 | Warszawa    |
| 7   | Polska fotografia użytkowa                          |                                 | 1966 | Warszawa    |
| 8   | 15 lat PRL                                          |                                 | 1969 | Warszawa    |
| 9   | Polska – Kraj – Ludzie                              |                                 | 1974 | Warszawa    |
| 10  | Ewa                                                 |                                 | 1975 | Warszawa    |
| 11  | Plener Przemysłowy                                  |                                 | 1976 | Warszawa    |
| 12  | Chemia domowego użytku                              |                                 | 1977 | Warszawa    |
| 13  | Morze                                               | KMPiK                           | 1978 | Warszawa    |
| 14  | Fotografia marynistyczna                            | KMPiK                           | 1979 | Kraków      |
| 15  | Bułgaria                                            |                                 | 1979 | Warszawa    |
| 16  | Rodzina rybacka                                     | KMPiK                           | 1979 | Warszawa    |
| 17  | Fotografika                                         |                                 | 1979 | Warszawa    |
| 18  | Biennale Fotografii Polskiej                        |                                 | 1983 | Warszawa    |
| 19  | Polska fotografia krajobrazowa 1944–1984            | Galeria BWA                     | 1985 | Kielce      |
| 20  | Krajobrazy świata w fotografii polskich podróżników | Zachęta Narodowa Galeria Sztuki | 1987 | Warszawa    |

Źródło